# Thomas Sopwith
Thomas Octave Murdoch Sopwith (1888. január 18. – 1989. január 27.) Európa-bajnok brit jégkorongozó kapus.
Részt vett az első jégkorong-Európa-bajnokságon, az 1910-esen, ahol aranyérmes lett a brit válogatottal kapusaként.
Klubcsapata a Princes Ice Hockey Club volt.